# Spornosexual
El término spornosexual es un neologismo en el idioma inglés que hace referencia a personas que «están influenciadas en su apariencia por las estrellas de los deportes y la pornografía». Se refiere, en general, a hombres que cuidan en gran manera su aspecto físico, se caracterizan por realizarse tatuajes y pírsines y por llevar poca ropa para así exhibirlos junto a su cuerpo tonificado, particularmente «en las redes sociales como un medio para sentirse valiosos en la sociedad». El vocablo spornosexual se crea de la combinación del inglés «sport» (deporte) y el acortamiento «porno», y fue acuñado por el periodista Mark Simpson en el Daily Telegraph, quien también inventó el término «metrosexual» en 1994.
En un sentido general, la spornosexualidad se basa en la estética que muchos hombres hoy en día adoptan integrando a su vida los deportes y la pornografía. Muchos definen spornosexual como un estilo de vida que se apoya en él, la musculatura, narcisismo, tatuajes y sexo.
Fue entonces el 19 de junio de 2004 que Mark Simpson propuso el término «sporno» en un artículo en la revista Out, para así describir a las celebridades del deporte que fueron «fetichizados por sí mismos». Luego, en el año 2014 , el 10 de junio, la palabra entró a ser utilizada en el léxico diario gracias a un artículo de este periodista en el Daily Telegraph; en el artículo se refirió a los hombres con coeficientes influenciados por la cultura de los medios sociales con «cuerpos cincelados», tatuajes, pírsines, escotes pronunciados, barbas adorables y con mejor aspecto físico. Dicho artículo anexaba una fotografía de Dan Osborne, uno de los participantes del reality «The Only Way Is Essex», como un ejemplo del spornosexualismo.